# Moli

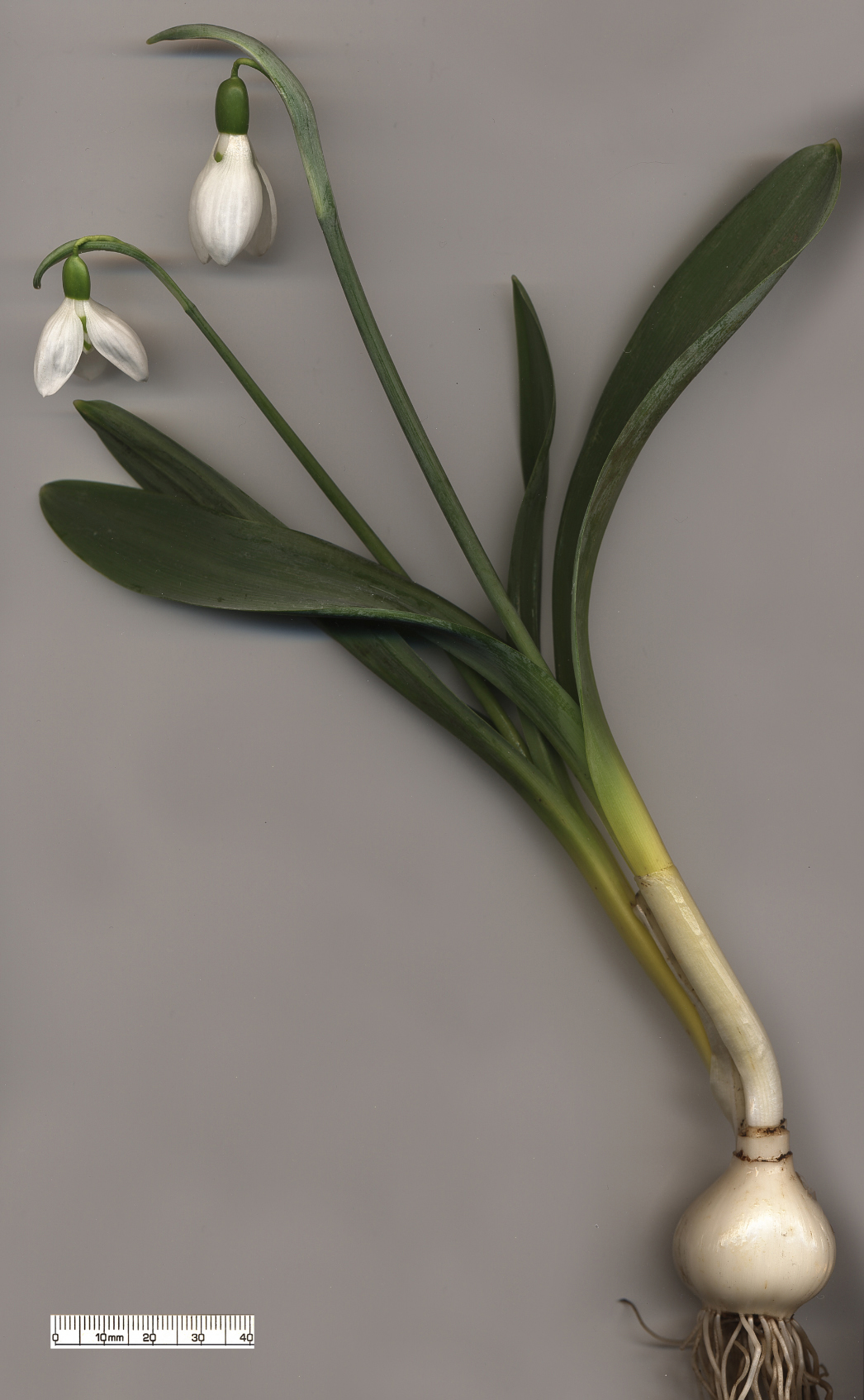
Móli (do grego μῶλυ, môly)

Móli (do grego μῶλυ, môly) é uma erva mágica, mítica, de raiz negra e flores brancas. Segundo a etimologia popular, seu nome estaria relacionado ao verbo môlyein, "embotar", "relaxar", "enfraquecer", "amolecer", "esgotar", ou seja, móli é o antídoto que torna ineficazes todos os venenos. É um phármakon esthlón, um antídoto eficaz contra magas e bruxas, mas só pode ser colhido por mãos divinas. É dotada do poder de resistir às bruxarias.

## Na mitologia
A planta mítica é citada na Odisséia: ao chegar à ilha de Circe, Odisseu enviou 23 marinheiros para explorarem o local. Tendo descoberto o palácio de Circe, esta os recebeu cordialmente, fê-los sentar, preparou-lhes uma poção e depois, tocando-os com uma varinha, transformou-os em animais semelhantes a porcos. Ciente do que acontecera, o herói pôs-se de imediato em busca dos companheiros. Quando já se aproximava do palácio, apareceu-lhe Hermes, sob a forma de um belo adolescente, e lhe ensinou o segredo para escapar a Circe: deu-lhe a planta móli, que deveria ser colocada na poção envenenada servida pela feiticeira. Quando Circe tocou-o com a varinha e mandou-o deitar-se com os companheiros na pocilga, a poção não surtiu efeito. Empunhando a espada, como aconselhara Hermes, o herói exigiu a devolução de seus nautas e ainda desfrutou, por um ano, do amor e da hospitalidade de Circe.
De acordo com a "Nova História" de Ptolomeu Hefestion (de acordo com Photius), a planta mencionada por Homero cresceu do sangue do Gigante morto na ilha de Circe , por Helios , pai e aliado de Circe. Nesta descrição, a flor era branca e foi dada uma derivação do nome, do combate "duro" ( malos grego ) com o Gigante.
Homer também descreve Moly dizendo: "A raiz era negra, enquanto a flor era branca como o leite; os deuses a chamam de Moly. Perigoso para um homem mortal arrancar do solo, mas não para os deuses imortais. Tudo está ao seu alcance." Então Ovídio descreve no livro 14 de suas metamorfoses - "uma flor branca com uma raiz preta".
Em tempos cristãos, a móli foi considerada um antídoto contra o demônio. Um pequeno poema medieval da Antologia Palatina, talvez da autoria de Léon leSage (886-912), cristianiza a planta de Hermes:
Desaparece, sombria caverna de Circe. Para mim, nascido do céu, seria uma vergonha alimentar-me com tuas glandes, como um animal! Peço a Deus, pelo contrário, que me dê a flor que cura as almas, móli, a boa medicina contra os maus pensamentos.

## Significado do nome
Teofrasto, descreve com o nome de móli um alho da Arcádia que deve ser o alho-negro Allium nigrum, mas a identificação é arbitrária, assim como a da botânica moderna, que deu o nome científico de Allium moly ao alho-dourado.